# Harry's House
Harry's House — третій студійний альбом англійського співака та автора пісень Гаррі Стайлса, що вийшов 20 травня 2022 року на лейблах Columbia and Erskine Records. Альбому передували сингли «As It Was» і «Late Night Talking».

## Передісторія та реліз
Англійський співак і автор пісень Гаррі Стайлс оголосив назву свого майбутнього третього студійного альбому під назвою Harry's House 23 березня 2022 року, представивши його обкладинку, 40-секундний трейлер, і дату виходу альбому 20 травня 2022 року У трейлері Стайлс виходить сцену в театрі і посміхається, а біля нього здіймається «фасад будинку», на задньому плані грають синтезатори . Harry's House містить 13 треків. Джоні Мітчелл, яка включила трек під назвою «Harry's House/ Centrepiece» до свого альбому The Hissing of Summer Lawns (1975), написала в Твіттері, що їй подобається ця назва. Після анонсування альбому було створено інтерактивний веб-сайт та новий обліковий запис у Twitter. Саме у Twitter постили такі уривки з пісень: «you are home», «in this world, it's just us, you know it's not the same as it was», тощо. В інтерв'ю від Apple Music Стайлс пояснив, як він придумав назву альбому: «Альбом названий на честь Харуомі Хосоно, у 70-х у нього був альбом під назвою Hosono's House, і я був у Японії; я почув цей запис і подумав: «Мені подобається. Було б прикольно зробити платівку під назвою Harry's House» . В альбомі представлений Джон Меєр, який грає на соло-гітарі в «Cinema» та «Daydreaming».

## Промо
«As It Was» вийшов як головний сингл 1 квітня 2022 року після попереднього оголошення 28 березня 2022 року . 15 квітня 2022 року, під час свого виступу на Coachella, Стайлс вперше виконав наживо «As It Was» та ще дві, тоді ще не видані, пісні з альбому: «Boyfriends» і «Late Night Talking».

## Критика
На загальному прослуховуванні Metacritic Harry's House отримав оцінку 84 зі 100 на основі відгуків 11 критиків, що вказує на «всесвітнє визнання». Алексіс Петрідіс із The Guardian написав, що альбом «відповідає багатьом критеріям і має багатий шарм, що робить його ідеальним відображенням поп-зірки, яка його створила». Переглядаючи альбом для DIY, Емма Сванн відчула, що, хоча Стайлс спочатку проводить час «досліджуючи яскраві ліричні мікровіньєтки», а потім «заплутуючи» оповідь альбому, він «також не боїться бути другорядним щодо пісні; це урок для інших, оскільки багатьом знадобилося набагато більше часу, щоб його вивчити». Ніколас Хаутман із Page Six назвав альбом Стайлса «найбільшим звуковим зрушенням на сьогодні», написавши, що виконавець — «рок-бог 21-го століття, якому не потрібно нікого обслуговувати».

## Список треків
Усі пісні спродюсовані Кідом Гарпуном та Тайлером Джонсоном, за винятком восьмого треку, який був спродюсований Кідом Гарпуном, Джонсоном та Семюелом Вітте.
| Трек-лист Harry's House | Трек-лист Harry's House        | Трек-лист Harry's House                                                             | Трек-лист Harry's House                                                                                  | Трек-лист Harry's House |
| #                       | Назва                          | Автор                                                                               | Продюсер(и)                                                                                              | Тривалість              |
| ----------------------- | ------------------------------ | ----------------------------------------------------------------------------------- | --- | ----------------------- |
| 1.                      | «Music for a Sushi Restaurant» | Harry Styles Thomas Hull Tyler Johnson Mitch Rowland                                | Harry Styles \| Thomas Hull \| Tyler Johnson \| Mitch Rowland                                            | 3:14                    |
| 2.                      | «Late Night Talking»           | Styles Hull                                                                         | Styles \| Hull                                                                                           | 2:58                    |
| 3.                      | «Grapejuice»                   | Styles Hull Johnson                                                                 | Styles \| Hull \| Johnson                                                                                | 3:12                    |
| 4.                      | «As It Was»                    | Styles Hull Johnson                                                                 | Styles \| Hull \| Johnson                                                                                | 2:47                    |
| 5.                      | «Daylight»                     | Styles Hull Johnson                                                                 | Styles \| Hull \| Johnson                                                                                | 2:45                    |
| 6.                      | «Little Freak»                 | Styles Hull                                                                         | Styles \| Hull                                                                                           | 3:23                    |
| 7.                      | «Matilda»                      | Styles Amy Allen Hull Johnson                                                       | Styles \| Amy Allen \| Hull \| Johnson                                                                   | 4:05                    |
| 8.                      | «Cinema»                       | Styles Samuel Witte                                                                 | Styles \| Samuel Witte                                                                                   | 4:03                    |
| 9.                      | «Daydreaming»                  | Styles Hull Johnson Louis Johnson Valerie Johnson Alex Weir Quincy Jones Tom Bahler | Styles \| Hull \| Johnson \| Louis Johnson \| Valerie Johnson \| Alex Weir \| Quincy Jones \| Tom Bahler | 3:07                    |
| 10.                     | «Keep Driving»                 | Styles Hull Johnson Rowland                                                         | Styles \| Hull \| Johnson \| Rowland                                                                     | 2:19                    |
| 11.                     | «Satellite»                    | Styles Hull Johnson                                                                 | Styles \| Hull \| Johnson                                                                                | 3:37                    |
| 12.                     | «Boyfriends»                   | Styles Tobias Jesso Jr. Hull Johnson                                                | Styles \| Tobias Jesso Jr. \| Hull \| Johnson                                                            | 3:12                    |
| 13.                     | «Love of My Life»              | Styles Hull Johnson                                                                 | Styles \| Hull \| Johnson                                                                                | 3:11                    |
| 41:48                   |                                |                                                                                     | |                         |

## Чарти
| Чарт (2022)                                          | Найвища позиція |
| ---------------------------------------------------- | --------------- |
| Argentine Albums (CAPIF)                             | 1               |
| Австралія Australian Albums (ARIA)                   | 1               |
| Австрія Austrian Albums (Ö3 Austria)                 | 1               |
| Бельгія Belgian Albums (Ultratop Flanders)           | 1               |
| Бельгія Belgian Albums (Ultratop Wallonia)           | 1               |
| Канада Canadian Albums (Billboard)                   | 1               |
| Croatian International Albums (HDU)                  | 1               |
| Чехія Czech Albums (ČNS IFPI)                        | 1               |
| Данія Danish Albums (Hitlisten)                      | 1               |
| Нідерланди Dutch Albums (MegaCharts)                 | 1               |
| Фінляндія Finnish Albums (Suomen virallinen lista)   | 1               |
| Франція French Albums (SNEP)                         | 1               |
| Німеччина German Albums (Offizielle Top 100)         | 1               |
| Greek Albums (IFPI)                                  | 1               |
| Угорщина Hungarian Albums (MAHASZ)                   | 1               |
| Ірландія Irish Albums (IRMA)                         | 1               |
| Італія Italian Albums (FIMI)                         | 1               |
| Японія Japanese Albums (Oricon)                      | 35              |
| Japanese Hot Albums (Billboard Japan)                | 43              |
| Lithuanian Albums (AGATA)                            | 1               |
| Нова Зеландія New Zealand Albums (Recorded Music NZ) | 1               |
| Норвегія Norwegian Albums (VG-lista)                 | 1               |
| Польща Polish Albums (ZPAV)                          | 1               |
| Португалія Portuguese Albums (AFP)                   | 1               |
| Шотландія Scottish Albums (OCC)                      | 1               |
| Іспанія Spanish Albums (PROMUSICAE)                  | 1               |
| Швеція Swedish Albums (Sverigetopplistan)            | 1               |
| Швейцарія Swiss Albums (Schweizer Hitparade)         | 1               |
| Велика Британія UK Albums (OCC)                      | 1               |
| Uruguayan Albums (CUD)                               | 2               |
| США Billboard 200                                    | 1               |

| Чарт (2022)                        | Позиція |
| ---------------------------------- | ------- |
| Australian Albums (ARIA)           | 2       |
| Austrian Albums (Ö3 Austria)       | 2       |
| Belgian Albums (Ultratop Flanders) | 3       |
| Belgian Albums (Ultratop Wallonia) | 13      |
| Canadian Albums (Billboard)        | 6       |
| Danish Albums (Hitlisten)          | 5       |
| French Albums (SNEP)               | 20      |
| Dutch Albums (Album Top 100)       | 1       |
| German Albums (Offizielle Top 100) | 5       |
| Hungarian Albums (MAHASZ)          | 12      |
| Italian Albums (FIMI)              | 13      |
| Lithuanian Albums (AGATA)          | 2       |
| New Zealand Albums (RMNZ)          | 1       |
| Polish Albums (ZPAV)               | 10      |
| Portuguese Albums (AFP)            | 1       |
| Spanish Albums (PROMUSICAE)        | 4       |
| Swedish Albums (Sverigetopplistan) | 2       |
| Swiss Albums (Schweizer Hitparade) | 6       |
| UK Albums (OCC)                    | 1       |
| US Billboard 200                   | 7       |

## Сертифікації
| Регіон | Сертифікація  | Продажі   |
| --- | ------------- | --------- |
| Австралія (ARIA)                                                                                                 | 2× Платиновий | 140 000   |
| Австрія (IFPI Austria)                                                                                           | Золотий       | 7500      |
| Бразилія (ABPD)                                                                                                  | Діамантовий   | 160 000   |
| Канада (Music Canada)                                                                                            | Платиновий    | 80 000    |
| Данія (IFPI Denmark)                                                                                             | 2× Платиновий | 40 000    |
| Франція (SNEP)                                                                                                   | Платиновий    | 100 000   |
| Німеччина (BVMI)                                                                                                 | Золотий       | 100 000   |
| Угорщина (Mahasz)                                                                                                | 4× Платиновий | 16 000    |
| Італія (FIMI) | 2× Платиновий | 100 000   |
| Нова Зеландія (RIANZ)                                                                                            | 2× Платиновий | 30 000    |
| Польща (ZPAV) | Платиновий    | 20 000    |
| Португалія (AFP)                                                                                                 | Золотий       | 7500^     |
| Іспанія (PROMUSICAE)                                                                                             | Платиновий    | 40 000    |
| Швеція (IFPI Sweden)                                                                                             | Платиновий    | 30 000    |
| Велика Британія (BPI)                                                                                            | 2× Платиновий | 600 000   |
| США (RIAA) | 2× Платиновий | 2,300,000 |
| ^відвантаження, що базуються лише на сертифікаціях · продажі+прослуховування, що базуються лише на сертифікаціях |               |           |